# Delio (Beozia)
Delio (in greco: Δήλιον, Delion; in latino: Delium) era un'antica località della Beozia meridionale.

## Geografia
Delio era un piccolo villaggio posto nella Beozia meridionale in prossimità del confine con l'Attica. Era situato sulla costa continentale dell'Euripo alla distanza di circa 6 km dall'isola di Eubea, nelle vicinanze della città di Oropo (distante circa 2 km). Delio era stato tuttavia fondato da coloni di Tanagra, città da cui distava circa 8 km. Il nome gli era stato attribuito dopo la costruzione di un importante tempio dedicato a Apollo, simile a quello di Delo. Alla fine del XIX secolo l'antica Delio, o quanto meno una parte di essa, era localizzato in un piccolo villaggio greco chiamato Dhilissi.

## Storia
Politicamente la città apparteneva a Tanagra, città della Beozia alleata di Tebe e aderente alla Lega beotica. La vicinanza alla costa e alla frontiera con l'Attica coinvolsero spesso Delio in guerre, soprattutto quelle combattute fra Atene e la Beozia, tradizionali nemici. A Delio avvennero due importanti fatti d'armi:
- La battaglia di Delio del 424 a.C. fra Ateniesi e Beoti. Durante la guerra archidamica gli ateniesi avevano progettato di conquistare Delio per costruirvi un forte allo scopo di costringere le città della Beozia meridionale a ribellarsi all'egemonia tebana. L'esercito ateniese fu affrontato e messo in rotta dai Tebani lasciando sul campo più di mille ateniesi fra cui il loro comandante Ippocrate[3]. Alla battaglia prese parte in qualità di fante anche il filosofo ateniese Socrate il quale secondo Strabone avrebbe messo in salvo, portandolo sulle spalle, il suo allievo Senofonte che partecipava alla battaglia in qualità di cavaliere ed era stato disarcionato e ferito[1]; secondo Plutarco fu invece Socrate ad essere stato ferito e portato in salvo dal suo allievo Alcibiade[4]
- L'annientamento di un contingente romano durante la guerra contro Antioco III e la lega etolica (192 a.C.). Il contingente romano di circa 500 uomini, guidato da Micizione, si era fermato a Delio con l'intenzione di passare a Eubea e si era accampato nel boschetto adiacente al tempio di Apollo, quest'ultimo a picco sul mare, ritenuto dai romani "inviolabile" (asyla) per motivi religiosi. Mentre si trovavano disarmati, furono assaliti di sorpresa da Menippo, un generale di Antioco III. Pochi romani (fra cui Micizione) riuscirono a fuggire: la maggior parte fu trucidata e cinquanta di essi presi prigionieri.[5]